# George Ashley Campbell
George Ashley Campbell (Hastings, 27 de novembro de 1870 — 10 de novembro de 1954) foi um engenheiro estadunidense.
Foi pioneiro no desenvolvimento e aplicação de métodos matemáticos quantitativos a problemas telegráficos e telefônicos de longa distância.